# Turós Emil
Turós Emil (Budapest, 1906. február 4. – Budapest, 1991. december 22.) szakácsmester, szakíró, Turós Lukács szakácsmester bátyja. Venesz Józseffel közösen írta a legrosszabb magyar szakácskönyvként számon tartott Egységes vendéglátó receptkönyv és technológia című propaganda-szakácskönyvet, mely a gasztrokádárizmus alapjául szolgál.

## Pályafutása
Szülei, id. Turós Lukács és Leicht Matild erdélyi származásúak voltak, ezért 1922-ben a trianoni előírások miatt az egész család visszatelepült Kolozsvárra. Édesapja akaratából másfél évig lakatosinasnak kellett lennie, amihez semmi kedve sem volt, ezért megszökött. A rendőrség azzal vitte vissza a szülői házhoz, hogy ha továbbra is kényszerítik a gyereket a neki nem tetsző pályára, úgy a szülőket felelősségre fogják vonni. Ezek után már engedélyezték, hogy a kolozsvári New York Szállóba beálljon szakácstanulónak.
Mestere, Forrai József, akinek az apja is urasági szakács volt a Bethlen és Teleky családnál. Forrai József mellette tanult, majd a grófok segítségével a bécsi Jockey Clubban folytatta tanulmányait. Ezt a szellemet adta át Turós Emilnek, és a szintén kuktáskodó öccsének, Turós Lukácsnak. Emil 1925-ben szabadult a kolozsvári New Yorkban, majd Bukarestben dolgozott. Itt azonban rövidesen besorozták a román hadseregbe. Ekkor egy teljes havi fizetése árán szerzett egy útlevelet, Budapestre jött, ahová később öccse is követte. 1928-tól neves budapesti szállodákban, szanatóriumokban, vendéglátóhelyeken tevékenykedett. Park és Liget szanatórium Rt., Svábhegyi szanatórium, Royal Szálló étterme, Zsigmond László étterme, Városházi étkező és Diétás étterem.
1937. április 26-án Budapesten, a Józsefvárosban házasságot kötött Földi Borbálával, Földi Miklós és Paulen Gizella lányával.
1935-től a Bristol Hotel konyhafőnöke, 1941-től az Elzett Rt.-nél vezető szakács. 1942-ben az Elysée kávéházban, 1943 és 1951 között a Budapesti Vendéglátó Vállalatnál, 1952-ben a V. kerületi Vendéglátó Vállalatnál konyhafőnök. Ezután 1954-ig a Minisztertanács balatonőszödi üdülőjének konyháját vezette. Még ugyanebben az évben májustól szeptemberig a Bel- és Külkereskedelmi Minisztériumban tanfolyami előadó. 1954 és 1962 között a Belkereskedelmi Minisztérium osztályvezetője.
Közben külföldön is dolgozott: Borszékfürdőn, Szováta fürdőn, 1952-ben a Lipcsei Vásár magyar éttermében konyhafőnökösödött, 1957-ben pedig Párizsban a Nemzetek Éttermében. 1958-ban 8 hónapig dolgozott a brüsszeli világkiállítás magyar éttermének konyhafőnök-helyetteseként Venesz József mellett. Több ízben volt a magyar delegáció vezetője Frankfurt am Mainban a Nemzetközi szakácskiállításokon, Angliában a Torquay-i Gasztronómiai Fesztiválon és 1966-ban a floridai Miamiban rendezett: „Főszakácsok a dobogón” versenyen. Minden alkalommal aranyéremmel tértek haza. Mindemellett szakoktatóként is tevékenykedett.
1964-től 1968-ig a Belkereskedelmi Minisztérium Vendéglátó Főosztályának kísérleti konyháját szervezte és irányította, egészen nyugdíjba vonulásáig. Számos olyan ételt itt „állítottak elő” először, melyek később megjelentek a háztartásokban és a nagyüzemi konyhákban. Többek között gyorsfagyasztott élelmiszerekkel végeztek sorozatos próbafőzéseket, emellett kísérleteztek különböző porított levesek gyártásával is. A Magyar Szakácsok és Cukrászok Szövetségének alapító tagjai közé tartozott, annak alelnöke, majd örökös tiszteletbeli alelnökévé lett. Elsajátította a francia nyelvet és a francia konyhaművészetet. Több könyvet írt, melyek egy részét idegen nyelvekre is lefordították. Emellett egyes könyvek megírásában társszerzőként vett részt.
A Vendéglátás című szakfolyóiratban megalapításától mintegy 20 évig rendszeresen írt cikksorozatokat is. (Ételek tejtermékekből, Kímélő ételek, Régi ételek – új ízek).
Venesz Józseffel közösen írta az Egységes vendéglátó receptkönyv és konyhatechnológia című propaganda-szakácskönyvet, mely a kritikusai szerint már születése pillanatában is elavult volt.

## Könyvei
- Vendéglátóipari konyhatechnológia[6]
- Egységes vendéglátó receptkönyv és konyhatechnológia (Venesz Józseffel)[2][7]
- Vendéglátóipari technológia (Schulhof Géza és Túrós Lukáccsal közösen)[8]
- Sütés főzés[9]
- Zöldségfélék, saláták, gyümölcsételek[10]
- Ételek, ízek, fűszerek[11]
- Vad, hal (Venesz Józseffel)[12]
- Tejtermékek az étlapon (1971)
- A mai nő szakács könyve (1971, Tréfás Sándorral)
- Új szakácskönyv; Magyar Nők Országos Tanácsa, Bp., 1972
- A szakácsmesterség kézikönyve (Venesz Józseffel)[13]
- Gyorsételek szakácskönyve (1993)
- A legízletesebb receptjeim[14]
- A mi szakácskönyvünk (Turós Lukáccsal)[15]
- Nagy salátakönyv (2005)[16]